# Црква Светих апостола Петра и Павла у Скеланима
Црква Светих апостола Петра и Павла једнобродна је грађевина у селу Скелани, општина Сребреница, Република Српска. Припада епархији зворничко-тузланској, а посвећена је Светим апостолима Петру и Павлу.

## Историја
Градња цркве започета је 1991. године према пројекту архитекте Зорана Петровића. Сазидана је од гранита и ситне цигле, димензија је 27×19 m, покривена је бакром и има куполу и звоник са једним звоном. Када је градња завршена 2007. године, Епископ зворничко-тузлански Василије осветио је храм.
У близини садашње цркве на археолошком налазишту римског муниципијума постоје темељи цркве из 4, 5. и 6. века.
Црква није живописана, а иконостас од кованог гвожђа израђен је у радионици мајстора Василија Митровића из Угљевика. При цркви постоји парохијски дом димензија 10×10 m, изграђен у периоду 1972—1980. године. У порти цркве у склопу капије налази се споменик погинулим Србима у Одбрамбено-отаџбинском рату 1992—1995. године.